# 十二所町
十二所町（じゅうにしょまち）は秋田県北秋田郡にあった町。現在の大館市南東部、米代川沿岸、花輪線・国道103号沿線にあたる。

## 地理
- 山 : 中山、竜ヶ森、合窪山、高森、靄森
- 河川 : 米代川

## 歴史
- 1868年（慶応4年）8月9日 (旧暦) - 十二所の戦い（戊辰戦争）で、盛岡藩（南部軍）に侵攻される。
- 1876年（明治9年） - 沢尻村・別所村が十二所町に合併する。
- 1889年（明治22年）4月1日 - 町村制の施行により、十二所町、道目木村、葛原村、猿間村、軽井沢村、曲田村の区域をもって発足。
- 1915年（大正4年）
  - 1月19日 - 秋田鉄道大滝温泉駅が開業。
  - 12月25日 - 秋田鉄道十二所駅が貨物駅として開業。旅客営業は翌年1月5日から始まる。
- 1928年（昭和3年）7月11日 - 秋田鉄道沢尻停留場が開業。
- 1955年（昭和30年）3月31日 - 大館市に編入。同日十二所町廃止。

## 交通

### 鉄道路線
- 日本国有鉄道
  - 花輪線
    - 沢尻駅（町の廃止時には休止中） - 十二所駅 - 大滝温泉駅

### 道路
- 二級国道103号

## 主な施設など
- 秋田労災病院（1953年に開設）
- 大滝温泉
- 北鹿ハリストス正教会曲田福音聖堂（1966年秋田県有形文化財に指定）